# Realizm wiktoriański
Realizm wiktoriański – prąd literacki rozwijający się w literaturze angielskiej od lat 40. XIX wieku. Jego najgłośniejszymi twórcami byli: Charles Dickens, William Makepeace Thackeray, Thomas Hardy. Stanowił część realizmu europejskiego.